# Doloclanes meosorum
Doloclanes meosorum är en nattsländeart som beskrevs av Wolfram Mey 1996. Doloclanes meosorum ingår i släktet Doloclanes och familjen stengömmenattsländor. Inga underarter finns listade i Catalogue of Life.